# Wyryki-Kolonia
Wyryki-Kolonia is een dorp in het Poolse woiwodschap Lublin, in het district Włodawski. De plaats maakt deel uit van de gemeente Wyryki.